# Riggoajveluoppal
Riggoajveluoppal, enligt tidigare ortografi Riggåivluoppal, är en sjö i Jokkmokks kommun i Lappland och ingår i Luleälvens huvudavrinningsområde. Sjön har en area på 0,0849 kvadratkilometer och ligger 825 meter över havet. Riggoajveluoppal ligger i Padjelanta Natura 2000-område. Sjön avvattnas av Riggoajvejåhkå som är ett biflöde till Darrejåhkå.

## Delavrinningsområde
Riggoajveluoppal ingår i det delavrinningsområde (745719-155310) som SMHI kallar för Ovan Riggåivejåkåtj. Medelhöjden är 924 meter över havet och ytan är 3,6 kvadratkilometer. Räknas de 4 avrinningsområdena uppströms in blir den ackumulerade arean 24,74 kvadratkilometer. Riggoajvejåhkå som avvattnar avrinningsområdet har biflödesordning 3, vilket innebär att vattnet flödar genom totalt 3 vattendrag  (Darreädno, Lilla Luleälv, Luleälven) innan det når havet efter 353 kilometer. Avrinningsområdet består mestadels av kalfjäll (98 procent). Avrinningsområdet har 0,08 kvadratkilometer vattenytor vilket ger det en sjöprocent på 2,3 procent.

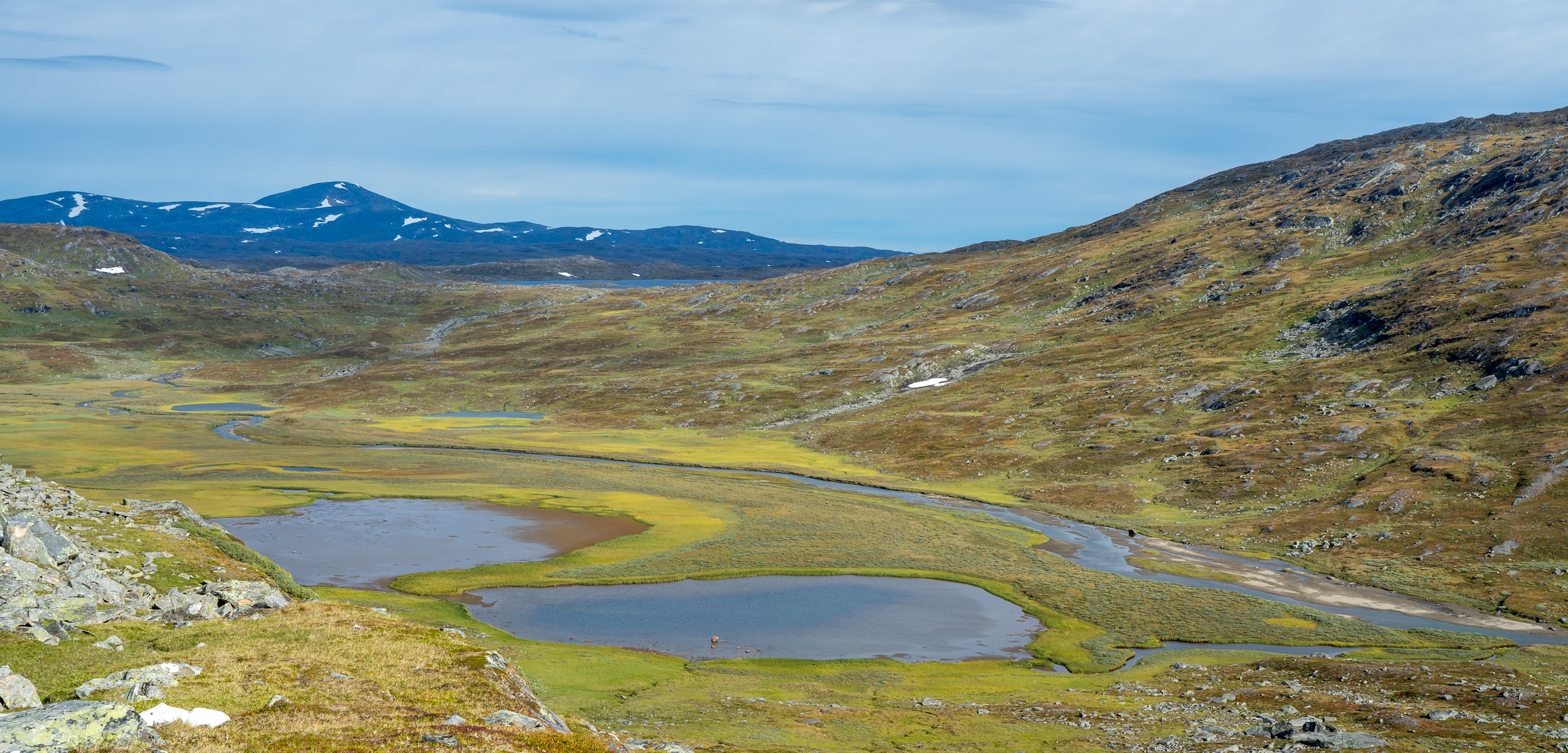
Riggoajveluoppal, vy mot norr. Lågt vattenstånd i september.